# Giải vô địch bóng đá châu Âu 2012 (vòng loại bảng E)
Dưới đây là kết quả các trận đấu trong khuôn khổ bảng E - vòng loại giải vô địch bóng đá châu Âu 2012. 6 đội bóng châu Âu bao gồm Hà Lan, Thuỵ Điển, Hungary, Moldova, Phần Lan và San Marino thi đấu trong hai năm 2010 và 2011, theo thể thức lượt đi-lượt về, vòng tròn tính điểm, lấy hai đội đầu bảng tham gia vòng chung kết.

## Bảng xếp hạng
| Đội        | St | T | H | B  | Bt | Bb | Hs  | Điểm |
| ---------- | -- | - | - | -- | -- | -- | --- | ---- |
| Hà Lan     | 10 | 9 | 0 | 1  | 37 | 8  | +29 | 27   |
| Thụy Điển  | 10 | 8 | 0 | 2  | 31 | 11 | +20 | 24   |
| Hungary    | 10 | 6 | 1 | 3  | 22 | 14 | +8  | 19   |
| Phần Lan   | 10 | 3 | 1 | 6  | 16 | 16 | 0   | 10   |
| Moldova    | 10 | 3 | 0 | 7  | 12 | 16 | −4  | 9    |
| San Marino | 10 | 0 | 0 | 10 | 0  | 53 | −53 | 0    |

## Kết quả và lịch thi đấu
Lịch thi đấu bảng E dã được quyết định sau một cuộc họp giữa các đội trong bảng tại Amsterdam, Hà Lan ngày 17 tháng 2 năm 2010.
| Moldova                 | 2–0      | Phần Lan |
| ----------------------- | -------- | -------- |
| Suvorov 69' · Doros 74' | Chi tiết |          |

| Thụy Điển          | 2–0      | Hungary |
| ------------------ | -------- | ------- |
| Wernbloom 51', 73' | Chi tiết |         |

| San Marino | 0–5      | Hà Lan                                                          |
| ---------- | -------- | --------------------------------------------------------------- |
|            | Chi tiết | Kuyt 16' (ph.đ.) · Huntelaar 38', 48', 66' · van Nistelrooy 89' |

| Thụy Điển                                                                                            | 6–0      | San Marino |
| --- | -------- | ---------- |
| Ibrahimović 7', 77' · D. Simoncini 12' (l.n.) · A. Simoncini 26' (l.n.) · Granqvist 51' · Berg 90+3' | Chi tiết |            |

| Hungary                | 2–1      | Moldova     |
| ---------------------- | -------- | ----------- |
| Rudolf 50' · Koman 66' | Chi tiết | Suvorov 79' |

| Hà Lan                    | 2–1      | Phần Lan     |
| ------------------------- | -------- | ------------ |
| Huntelaar 7', 16' (ph.đ.) | Chi tiết | Forssell 18' |

| Hungary                                                                                 | 8–0      | San Marino |
| --------------------------------------------------------------------------------------- | -------- | ---------- |
| Rudolf 11', 25' · Szalai 18', 27', 48' · Koman 60' · Dzsudzsák 89' · Gera 90+4' (ph.đ.) | Chi tiết |            |

| Moldova | 0–1      | Hà Lan        |
| ------- | -------- | ------------- |
|         | Chi tiết | Huntelaar 37' |

| Phần Lan     | 1–2      | Hungary                      |
| ------------ | -------- | ---------------------------- |
| Forssell 88' | Chi tiết | Szalai 50' · Dzsudzsák 90+5' |

| Hà Lan                               | 4–1      | Thụy Điển     |
| ------------------------------------ | -------- | ------------- |
| Huntelaar 4', 55' · Afellay 37', 59' | Chi tiết | Granqvist 69' |

| San Marino | 0–2      | Moldova                         |
| ---------- | -------- | ------------------------------- |
|            | Chi tiết | Bugaiov 20' · Doroş 86' (ph.đ.) |

| Phần Lan                                                                                          | 8–0      | San Marino |
| ------------------------------------------------------------------------------------------------- | -------- | ---------- |
| Väyrynen 39' · Hämäläinen 49', 67' · Forssell 51', 59', 78' · Litmanen 71' (ph.đ.) · Porokara 73' | Chi tiết |            |

| Hungary | 0–4      | Hà Lan                                                     |
| ------- | -------- | ---------------------------------------------------------- |
|         | Chi tiết | van der Vaart 8' · Afellay 45' · Kuyt 54' · van Persie 62' |

| Thụy Điển                | 2–1      | Moldova       |
| ------------------------ | -------- | ------------- |
| Lustig 30' · Larsson 82' | Chi tiết | Suvorov 90+2' |

| Hà Lan                                                             | 5–3      | Hungary                    |
| ------------------------------------------------------------------ | -------- | -------------------------- |
| van Persie 13' · Sneijder 61' · van Nistelrooy 73' · Kuyt 78', 81' | Chi tiết | Rudolf 46' · Gera 50', 75' |

| San Marino | 0–1      | Phần Lan     |
| ---------- | -------- | ------------ |
|            | Chi tiết | Forssell 41' |

| Moldova     | 1–4      | Thụy Điển                                     |
| ----------- | -------- | --------------------------------------------- |
| Bugaiov 61' | Chi tiết | Toivonen 11' · Elmander 30', 58' · Gerndt 88' |

| Thụy Điển                                               | 5–0      | Phần Lan |
| ------------------------------------------------------- | -------- | -------- |
| Källström 12' · Ibrahimović 31', 35', 53' · Bajrami 84' | Chi tiết |          |

| San Marino | 0–3      | Hungary                              |
| ---------- | -------- | ------------------------------------ |
|            | Chi tiết | Lipták 40' · Szabics 49' · Koman 83' |

| Phần Lan                                                      | 4–1      | Moldova     |
| ------------------------------------------------------------- | -------- | ----------- |
| Hämäläinen 11', 43' · Forssell 52' (ph.đ.) · Armaş 70' (l.n.) | Chi tiết | Alexeev 85' |

| Hungary                  | 2–1      | Thụy Điển       |
| ------------------------ | -------- | --------------- |
| Szabics 44' · Rudolf 90' | Chi tiết | Wilhelmsson 60' |

| Hà Lan | 11–0     | San Marino |
| --- | -------- | ---------- |
| van Persie 7', 65', 67', 79' · Sneijder 12', 87' · Heitinga 17' · Kuyt 49' · Huntelaar 56', 77' · Wijnaldum 90' | Chi tiết |            |

| Phần Lan | 0–2      | Hà Lan                           |
| -------- | -------- | -------------------------------- |
|          | Chi tiết | Strootman 29' · L. de Jong 90+3' |

| Moldova | 0–2      | Hungary                 |
| ------- | -------- | ----------------------- |
|         | Chi tiết | Vanczák 7' · Rudolf 83' |

| San Marino | 0–5      | Thụy Điển                                                          |
| ---------- | -------- | ------------------------------------------------------------------ |
|            | Chi tiết | Källström 64' · Wilhelmsson 70', 90+3' · M. Olsson 81' · Hysén 89' |

| Phần Lan   | 1–2      | Thụy Điển                  |
| ---------- | -------- | -------------------------- |
| Toivio 73' | Chi tiết | Larsson 8' · M. Olsson 52' |

| Hà Lan        | 1-0      | Moldova |
| ------------- | -------- | ------- |
| Huntelaar 40' | Chi tiết |         |

| Hungary | 0–0      | Phần Lan |
| ------- | -------- | -------- |
|         | Chi tiết |          |

| Moldova                                                       | 4–0      | San Marino |
| ------------------------------------------------------------- | -------- | ---------- |
| Zmeu 30' · Bacciocchi 61' (l.n.) · Suvorov 66' · Andronic 87' | Chi tiết |            |

| Thụy Điển                                          | 3–2      | Hà Lan                   |
| -------------------------------------------------- | -------- | ------------------------ |
| Källström 14' · Larsson 52' (ph.đ.) · Toivonen 53' | Chi tiết | Huntelaar 23' · Kuyt 50' |

## Danh sách cầu thủ ghi bàn
12 bàn
- Klaas-Jan Huntelaar

7 bàn
- Mikael Forssell

6 bàn
| - Gergely Rudolf | - Dirk Kuyt | - Robin van Persie |

5 bàn
- Zlatan Ibrahimović

4 bàn
| - Kasper Hämäläinen | - Ádám Szalai | - Alexandr Suvorov |

3 bàn
| - Zoltán Gera - Vladimir Koman - Ibrahim Afellay | - Wesley Sneijder - Kim Källström | - Sebastian Larsson - Christian Wilhelmsson |

2 bàn
| - Balázs Dzsudzsák - Imre Szabics - Anatolie Doroş | - Ruud van Nistelrooy - Johan Elmander - Andreas Granqvist | - Martin Olsson - Ola Toivonen - Pontus Wernbloom |

1 bàn
| - Jari Litmanen - Roni Porokara - Joona Toivio - Mika Väyrynen - Zoltán Lipták - Vilmos Vanczák - Serghei Alexeev | - Gheorghe Andronic - Igor Bugaiov - Nicolae Josan - Denis Zmeu - Luuk de Jong - John Heitinga - Kevin Strootman | - Rafael van der Vaart - Georginio Wijnaldum - Emir Bajrami - Marcus Berg - Alexander Gerndt - Tobias Hysén - Mikael Lustig |

Phản lưới nhà
| - Aldo Simoncini (trận gặp Thụy Điển) - Davide Simoncini (trận gặp Thụy Điển) | - Igor Armaş (trận gặp Phần Lan) - Simone Bacciocchi (trận gặp Moldova) |